# Cipadu
Cipadu is een bestuurslaag in het regentschap Tangerang van de provincie Banten, Indonesië. Cipadu telt 21.068 inwoners (volkstelling 2010).